# Paola Baldión
Paola Baldión es una actriz colombiana nacida en París, hija única de la pareja conformada por Raúl Baldión (artista, pintor y escultor) y Claudia Fischer (directora de arte). Pasó su infancia en Italia y su adolescencia en Colombia.

## Primeros años
Baldión nació en París y vivió ahí hasta los tres años de edad. Su primera experiencia en un escenario fue a los cuatro años cuando tenía que actuar en el teatro de marionetas de sus padres, Raúl Baldión (artista, pintor y escultor) y Claudia Fischer (directora de arte), en las calles de Florencia, Italia. A sus diez años Paola y sus padres se mudaron a Colombia, donde estudió teatro durante tres años con Edgardo Román y Paco Barrero. En aquel entonces, cuando tenía diecisiete años, aseguró su primera audición para Amor a mil, una telenovela colombiana que duró casi dos años. Esta le abrió las puertas y empezó a trabajar en otras series de televisión como Así es la vida e Historias de hombres sólo para mujeres. También participó en comerciales de Telecom y Antipiratería, y en cortometrajes como Viaje al Mesías de Felipe Paz.
 Se mudó a Nueva York a los veinte años y estudió actuación en HB Studio durante dos años. Mientras estudiaba rodaba cortometrajes con un grupo de amigos. En el verano de 2003 trabajó en una producción de Bollywood llamada Kal Ho Naa Ho, en la que realizó el papel de una bailarina de salsa.

## Vida profesional
Su pasión por la actuación empezó a temprana edad, participando en la compañía de teatro de marionetas de sus padres en Florencia (Italia). Tras radicarse en Colombia con su familia, realizó estudios de actuación con maestros como Edgardo Román y Paco Barrero. Su carrera profesional comenzó en la televisión colombiana con la serie de televisión “Amor A mil”, dirigida por Harold Trompetero y protagonizada por Manolo Cardona y Patricia Vásquez.
Su primer largometraje como actriz fue Retratos en un mar de mentiras (2010), ópera prima del realizador Carlos Gaviria, papel por el cual ganó el premio a mejor actriz en los festivales de Amiens (Francia), Guadalajara (México) y el premio Macondo (el más importante de la cinematografía colombiana).
A los 20 años continuó su preparación actoral en HB Studios, en Nueva York, y posteriormente en Montreal, donde se graduó en Teatro y Estudios Fílmicos en la Universidad de Concordia.
Habla fluidamente francés, italiano, inglés y español.
Recientemente trabajó en la película “Lady Of Guadalupe”, un proyecto dirigido por Pedro Brenner, y “Love Doll”, largometraje dirigido por Michael Flores. Ambos estarán en cartelera en el 2020.

## Filmografía

### Cine
- Lady of Guadalupe. Dir. Pedro Brenner.
- Love Doll. Dir. Michael T. Flores.
- La palabra de Pablo. Dir. Arturo Menéndez.
- The Long Home. Dir. James Franco.
- Nadie nos mira. Dir. Julia Solomonoff.
- Girls’ Night. Prod. James Franco.
- La pantalla desnuda. Dir. Florence Jaugey.
- Electric Children. Dir. Rebecca Thomas.
- Sin otoño, sin primavera. Dir. Iván Mora Manzano.
- Retratos en un mar de mentiras. Dir. Carlos Gaviria
- Buscando a Miguel. Dir. Juan Fischer

### Televisión
- Amor a mil
- Así es la vida